# Warlock (film)
Série
Warlock: The Armageddon
(1993)
Pour plus de détails, voir Fiche technique et Distribution.
Warlock est un film américain réalisé par Steve Miner, sorti en 1989.

## Synopsis
Un sorcier malfaisant, le Warlock, est capturé par le chasseur de sorcières Giles Redferne en 1691. Mais il est sauvé de l'exécution par Satan qui le propulse en 1988, ainsi que Redferne, avec la tâche de retrouver les trois morceaux du Grand Grimoire, un livre de magie noire censé révéler le véritable nom de Dieu.
Arrivé à Los Angeles, le Warlock se lance sur la trace des trois morceaux mais est lui-même poursuivi par Redferne, aidé par Kassandra, jeune femme à qui le Warlock a lancé un sort de vieillissement accéléré.

## Fiche technique
Sauf indication contraire, les informations mentionnées dans cette section peuvent être confirmées par la base de données cinématographiques IMDb,  présente dans la section « Liens externes ».
- Titre original et français : Warlock
- Titre québécois : Warlock le sorcier
- Réalisation : Steve Miner
- Scénario : David Twohy
- Musique : Jerry Goldsmith
- Direction artistique : Jon Gary Steele
- Décors : Roy Forge Smith
- Costumes : Louise Frogley
- Photographie : David Eggby
- Son : Lee Strosnider, James M. Tanenbaum
- Montage : David Finfer
- Production : Steve Miner
  - Producteur associé : Michael Fottrell
  - Producteur délégué : Arnold Kopelson
- Société de production[1] : New World Pictures
- Sociétés de distribution[1] : Trimark Pictures (États-Unis), Artédis (France), Malofilm Distribution (Canada)
- Budget : 7 millions de dollars[2]
- Pays d'origine :  États-Unis
- Langue originale : anglais
- Format[3] : couleurs - 35 mm - 1,85:1 (Panavision) - son Dolby
- Genre : fantastique, action, épouvante-horreur
- Durée : 103 minutes
- Dates de sortie : 
  -  États-Unis : 11 janvier 1991
  -  France : mai 1989 (Festival de Cannes) / 31 juillet 1991 (sortie nationale)
- Classification[4] :
  -  États-Unis : R – Restricted (Les enfants de moins de 17 ans doivent être accompagnés d'un adulte).
  -  France : Tous publics (visa d'exploitation no 76846 délivré le 30 juillet 1991)[5]

## Distribution
- Julian Sands (VF : Jean-Pierre Leroux) : Warlock
- Lori Singer (VF : Monique Thierry) : Kassandra
- Richard E. Grant (VF : Daniel Beretta) : Giles Redferne
- Mary Woronov (VF : Sophie Deschaumes) : la médium
- Kevin O'Brien : Chas
- Richard Kuss : le mennonite
- Allan Miller (VF : Bruno Dubernat) : l'inspecteur
- David Carpenter (VF : Claude Rollet) : le pasteur
- Anna Thomson : la femme du pasteur
- Brandon Call (VF : Jackie Berger) : le petit garçon
- Ian Abercrombie (VF : Michel Tureau) : le premier magistrat

## Production

### Bande originale
- Corazonita, interprété par Los Almejas
- Strait from Texas, interprété par Jasper Jeeters Jamboree

## Accueil

### Accueil critique
Il a reçu un accueil critique mitigé, recueillant 53 % de critiques favorables, avec une note moyenne de 5,2/10 et sur la base de 17 critiques collectées, sur le site Rotten Tomatoes

### Box-office
| Pays ou région            | Box-office  | Date d'arrêt du box-office | Nombre de semaines |
| ------------------------- | ----------- | -------------------------- | ------------------ |
| États-Unis (1er week-end) | 780 360 $   | du 11 au 13 janvier 1991   | -                  |
| États-Unis (total)        | 9 094 451 $ | 31 décembre 1991           | 50                 |
| Total mondial             | 9 094 451 $ | 31 décembre 1991           | 50                 |

## Distinctions
Entre 1991 et 1992, Warlock a été sélectionné 8 fois dans diverses catégories et a remporté 1 récompense.

### Récompenses
- Festival international du film fantastique de Bruxelles 1991 : prix du public Pégase pour Steve Miner.

### Nominations
- Fangoria Chainsaw Awards 1991 :
  - Meilleur film indépendant / à petit budget,
  - Meilleur scénario pour David Twohy,
  - Meilleur acteur pour Julian Sands,
  - Meilleure bande sonore pour Jerry Goldsmith.
- Saturn Awards - Academy of Science Fiction, Fantasy and Horror Films 1992 :
  - Meilleur film fantastique,
  - Meilleure musique pour Jerry Goldsmith,
  - Meilleurs effets spéciaux pour Dream Quest Images.

## Autour du film
- Le tournage s'est déroulé à Bonneville Salt Flats, Boston, Los Angeles et Plymouth.
- Le film eu droit à deux suites : Warlock: The Armageddon, réalisé par Anthony Hickox en 1993, et Warlock III: The End of Innocence, réalisé par Eric Freiser en 1999.
- Warlock, jeu vidéo d'Acclaim est sorti en 1994 sur Mega Drive et Super Nintendo.
- En 2006, au Canada, au lac de La Ronge, deux enfants tuent un de leurs amis en imitant les rites sataniques du film[Note 1].
- Incohérence : Venant de 1691, Giles Redferne demande au mennonite s'il est Amish alors que la communauté n'a été fondée qu'en 1693 .
- Ray Garton a signé la novélisation du film.